# Charops brachypterus
Charops brachypterus là một loài tò vò trong họ Ichneumonidae.